# If These Trees Could Talk (EP)
If These Trees Could Talk es el homónimo EP de debut de la banda estadounidense de post-rock If These Trees Could Talk. Fue lanzado de forma independiente el 27 de septiembre de 2006 por NE Meadow Studios en Bath y luego masterizado por John Walsh en Lava Room Recording en Cleveland.

## Lista de canciones
| N.º | Título                       | Duración |  |
| 1.  | «Malabar Front»              | 8:05     |  |
| 2.  | «Smoke Stacks»               | 6:24     |  |
| 3.  | «The Friscalating Dusklight» | 4:32     |  |
| 4.  | «Signal Tree»                | 5:24     |  |
| 5.  | «The Death of Paradigm»      | 4:06     |  |
| 6.  | «41°4'23n, -81°31'4w»        | 3:30     |  |

## Formación
- Tom Fihe - bajo
- Jeff Kalal - guitarra
- Cody Kelly - guitarra
- Mike Socrates - guitarra
- Zack Kelly - batería

### Producción
- Zack Kelly - arte, producción, mezclas
- John Walsh - masterizado